# Emma Aicher
Emma Aicher (* 13. November 2003 in Sundsvall, Schweden) ist eine deutsch-schwedische Skirennläuferin. Sie gehört aktuell dem A-Kader des Deutschen Skiverbandes an und hatte ihre Schwerpunkte zunächst im Slalom und Riesenslalom. Mittlerweile geht sie auch in den Speed-Disziplinen Abfahrt und Super-G an den Start.

## Biografie
Emma Aicher ist die Tochter einer schwedischen Mutter und eines deutschen Vaters und wuchs in Sundsvall in Schweden auf, wo sie wie ihr jüngerer Bruder von ihren Eltern das Skifahren lernte und im dortigen Slalomklubb ausgebildet wurde. Später lebte sie mit ihren Eltern mehrere Jahre in Engelberg in der Schweiz, wo sie im dortigen Skiclub trainierte. Ihren ersten internationalen Erfolg feierte sie im März 2019 mit der Goldmedaille im FIS Children Cup, als sie in der Altersklasse U16 zeitgleich mit Ulrikke Haugen den Slalom gewann – damals noch unter schwedischer Flagge.
In Schweden bestritt sie auch im November 2019 ihre ersten FIS-Rennen im Slalom und Riesenslalom. Seit der Saison 2020/21 startet sie für Deutschland und begründete ihren Nationenwechsel mit den besseren Trainingsmöglichkeiten in den Alpen. Ihr Europacup-Debüt hatte sie im Dezember 2020. Ihren ersten Podiumsplatz in diesem Wettbewerb errang sie Januar 2021 in Zell am See, wo sie im Slalom Dritte wurde.
Im Februar 2021 wurde sie kurzfristig für die Weltmeisterschaften in Cortina d’Ampezzo nachnominiert. Mit der zehntschnellsten Qualifikationszeit auf ihrem Kurs im Parallelrennen verpasste sie das Finale der besten 16 nur knapp. Am folgenden Tag gewann sie zusammen mit Andrea Filser, Stefan Luitz und Alexander Schmid im Teamwettbewerb die Bronzemedaille. Im Slalom fuhr sie mit Startnummer 48 im 1. Durchgang auf Platz 33 und schied im 2. Durchgang aus. Anfang März 2021 errang Aicher bei den Juniorenweltmeisterschaften Platz 5 im Slalom, wobei sie in der inoffiziellen U18-Wertung Platz 1 belegte. In der Woche darauf wurde sie Deutsche Meisterin im Slalom und ließ dabei unter anderem die Weltcupstarterinnen Lena Dürr und Andrea Filser hinter sich.
Zu Beginn der Weltcupsaison 2021/22 konnte Aicher sich beim Slalomrennen in Levi mit Startnummer 60 für den zweiten Durchgang qualifizieren und letztendlich den 14. Platz belegen. Bei den Olympischen Winterspielen 2022 in Peking gewann sie nach Platz 18 im Slalom und Platz 21 im Riesenslalom die Silbermedaille im Mannschaftswettbewerb, zusammen mit Lena Dürr, Linus Straßer, Julian Rauchfuß, Kira Weidle und Alexander Schmid. Knapp zwei Wochen später bei den Juniorenweltmeisterschaften 2022 gewann Aicher drei Silbermedaillen, sowohl in der Abfahrt, als auch im Riesenslalom war Magdalena Egger schneller, im Slalom musste sie sich nur Zrinka Ljutić geschlagen geben. Am 10. Januar 2023 gelang ihr beim Weltcupslalom in Flachau ihre erste Top-Ten-Platzierung im Weltcup. Bei den Juniorenweltmeisterschaften 2023 in St. Anton am Arlberg gewann Aicher gemeinsam mit Elina Lipp die Silbermedaille in der Team-Kombination nachdem sie in Abfahrt und Super-G jeweils das Podest verpasste. Auch im Riesenslalom verpasste sie als fünfte nur knapp eine Medaille. Bei den Weltmeisterschaften 2023 in Méribel klassierte sie sich in der Kombination auf dem achten Platz.
Ab September 2020 besuchte Aicher das Skiinternat Berchtesgaden und schloss dort mit mittlerer Reife ab, zuvor war sie am Skidgymnasiet in Järpen, dem Hauptort der Gemeinde Åre. Sie ist Sportsoldatin der Bundeswehr.
Am 28. Februar 2025 gelang ihr bei der Abfahrt von Kvitfjell mit dem zweiten Platz hinter Cornelia Hütter ihre erste Podiumsplatzierung im Weltcup. Einen Tag später gewann sie bei der zweiten Abfahrt von Kvitfjell ihr erstes Weltcuprennen. Am 13. März 2025 gewann sie beim Super-G in La Thuile ihr zweites Weltcuprennen.

## Auszeichnungen
- 2022: Silbernes Lorbeerblatt[21]

## Erfolge

### Olympische Spiele
- Peking 2022: 2. Mannschaftswettbewerb, 18. Slalom, 21. Riesenslalom

### Weltmeisterschaften
- Cortina d’Ampezzo 2021: 3. Mannschaftswettbewerb, 19. Parallelrennen
- Méribel 2023: 8. Alpine Kombination, 18. Super-G, 21. Slalom, 31. Riesenslalom
- Saalbach-Hinterglemm 2025: 6. Abfahrt, 6. Super-G, 17. Team-Kombination, 23. Riesenslalom

### Weltcup
- 3 Podestplatzierungen, davon 2 Siege:

| Nr. | Datum         | Ort       | Land     | Disziplin |
| --- | ------------- | --------- | -------- | --------- |
| 01. | 1. März 2025  | Kvitfjell | Norwegen | Abfahrt   |
| 02. | 13. März 2025 | La Thuile | Italien  | Super-G   |

### Weltcupwertungen
| Saison  | Gesamt | Gesamt | Abfahrt | Abfahrt | Super-G | Super-G | Riesenslalom | Riesenslalom | Slalom | Slalom | Parallel | Parallel |
| Saison  | Platz  | Punkte | Platz   | Punkte  | Platz   | Punkte  | Platz        | Punkte       | Platz  | Punkte | Platz    | Punkte   |
| ------- | ------ | ------ | ------- | ------- | ------- | ------- | ------------ | ------------ | ------ | ------ | -------- | -------- |
| 2021/22 | 71.    | 71     | –       | –       | –       | –       | –            | –            | 28.    | 59     | 19.      | 12       |
| 2022/23 | 40.    | 217    | 29.     | 48      | 28.     | 59      | –            | –            | 23.    | 110    | –        | –        |
| 2023/24 | 48.    | 191    | 27.     | 55      | 28.     | 52      | 39.          | 31           | 35.    | 53     | –        | –        |
| 2024/25 | 15.    | 546    | 9.      | 180     | 15.     | 194     | 41.          | 19           | 17.    | 153    | –        | –        |

### Europacup
- Saison 2017/18: 4. Gesamtwertung, 1. Slalomwertung, 9. Riesenslalomwertung
- Saison 2021/22: 10. Slalomwertung
- 3 Podestplätze, davon 2 Siege:

| Datum            | Ort        | Land       | Disziplin |
| ---------------- | ---------- | ---------- | --------- |
| 2. Dezember 2021 | Pass Thurn | Österreich | Slalom    |
| 3. Dezember 2021 | Pass Thurn | Österreich | Slalom    |

### Junioren-Weltmeisterschaften
- Bansko 2021: 5. Slalom
- Panorama 2022: 2. Abfahrt, 2. Riesenslalom, 2. Slalom, 4. Super-G, 11. Team
- St. Anton 2023: 2. Alpine Team Kombination, 4. Super-G, 4. Slalom, 5. Riesenslalom, 6. Abfahrt

### Weitere Erfolge
- 5 deutsche Meistertitel (Abfahrt 2022; Super-G 2022; Slalom 2021, 2022; Alpine Kombination 2022)
- 14 Siege in FIS-Rennen
- FIS Children Cup 2019: 1. Slalom U16